# Измайлов, Николай Аркадьевич
Измайлов Николай Аркадьевич (22 июня 1907, Сухум, Российская империя — 2 октября 1961, Харьков, Украинская ССР) — советский физико-химик, профессор Харьковского государственного университета им. А. М. Горького, заслуженный деятель науки УССР, лауреат премии им. Д. И. Менделеева АН СССР, член-корреспондент УАН, лауреат Государственной премии СССР в области науки.

## Биография
Родился 22 июня 1907 в городе Сухум, Абхазия. Отец — Аркадий Иоасафович Измайлов, инспектор народных училищ Кутаисской губернии, мать — Измайлова (урожденная Шер) Ольга Николаевна. В 1909 г., когда Николаю было два года, во время инспектирования школы в горном районе, его отец погиб.
В 1920 году, во время гражданской войны, мать, бабушка и сестра Н. А. Измайлова оказались в Харькове без средств к существованию, и с 12 лет Николай начал постоянно работать. В 1922 году Измайлов поступил в финансово-экономический техникум (в 1924 году ставший вузом), продолжая совмещать работу с учёбой. В это время, под влиянием преподавателя Н.А. Федоровского, зародился интерес Николая Аркадьевича к химии. В 1925 Измайлов начинает лаборантом химической лаборатории; после окончания института преподает химию в школе; экстерном сдает экзамены за курс Харьковского ИНО и с 1928 по 1931 годы является аспирантом научно-исследовательского Института химии Харьковского государственного университета, одновременно работая на кафедре химии в Институте советской торговли. С 1931 года деятельность Н. А. Измайлова связана с Харьковским государственным университетом, где в 1937 году он получил степень кандидата химических наук, и с Украинским институтом экспериментальной фармации (сейчас ГНЦЛС).
В октябре 1941 года Н. А. Измайлов с семьей эвакуировался в Сухум, где возглавил отдел технологии Сухумской зональной опытной станции научно-исследовательского института эфиромасличной промышленности и кафедру химии Сухумского педагогического института.
По приказу правительства в мае 1944 года Н. А. Измайлов возвращается в разрушенный после фашистской оккупации Харьков. В послевоенные годы Н. А. Измайлов подготавливает и защищает докторскую диссертацию «Влияние растворителей на силу кислот» (январь 1948).
До конца жизни Измайлов возглавляет кафедру физической химии ХГУ и лабораторию физической химии Харьковского научно-исследовательского химико-фармацевтического института (ХНИХФИ), с 1948 по 1953 годы является проректором Харьковского университета по научной работе. Итоги многолетних исследований по свойствам растворов Н. А. Измайлов обобщил в классической монографии «Электрохимия растворов» (1959).
Н. А. Измайлов скоропостижно скончался 2 октября 1961 года.

## Научная деятельность
Опубликовал более 280 научных трудов, под его руководством защищено более тридцати кандидатских диссертаций.
Автор (1938, совместно с М. С. Шрайбер) первой научной работы, описывающей метод тонкослойной хроматографии.
Анализ публикации В. Г. Березкиным показал, что Н. А. Измайлов и М. С. Шрайбер являются авторами также следующих вариантов ТСХ: 1) круговой хроматографии, 2) фронтальной ТСХ, 3) элюентной ТСХ, 4) фронтально-элюентной ТСХ.
Измайлов плодотворно работал в области статики и динамики адсорбционных процессов, предложил теорию незавершённого кислотно-основного взаимодействия в неводных растворителях, изучал способы применения индикаторных электродов (стеклянного), развитил теорию физико-химического анализа и практику применения радиоактивных индикаторов, разработал адсорбционные методы выделения алкалоида морфина из мака.

## Семья
- Жена — Измайлова (Глуховцева) Александра Алексеевна (1907—1970)
- Дочь — Измайлова Виктория Николаевна (1930—2003) — доктор химических наук (1972 г., МГУ), профессор кафедры коллоидной химии МГУ, ученица П. А. Ребиндера.
- Сын — Измайлов Александр Николаевич (1938—1990) — кандидат физико-математических наук, заведующий лабораторией Харьковского физико-технического института.

## Память
Научные чтения, посвященные памяти Николая Аркадьевича Измайлова в ХНУ.

## Награды и премии
- Орден Ленина
- Орден Трудового Красного Знамени
- Медаль «За оборону Кавказа»
- Медаль «За доблестный труд в Великой Отечественной войне»

- Лауреат (совместно с профессором В. В. Александровым и группой других ученых) Государственной премии СССР в области науки (1973, посмертно)[3] за разработку адсорбционных методов выделения алкалоида морфина из мака.
- заслуженный деятель науки УССР (1955)
- Лауреат премии имени Д. И. Менделеева Академии наук СССР за монографию «Электрохимия растворов».